# Roza Otunbaeva
Roza Isakovna Otunbaeva (in kirghiso Роза Исаковна Отунбаева?; in russo Роза Исаковна Отунбаева?; Oš, 23 agosto 1950) è una politica kirghisa, Presidente del Kirghizistan dal 7 aprile 2010 al 1º dicembre 2011. È salita al potere a seguito della sommossa dell'aprile 2010. È stata in precedenza Primo ministro e ministro degli esteri. La Otunbaeva è la prima donna presidente di uno Stato membro della CSI.

## Biografia
La Otunbaeva è nata ad Oš, allora nella Repubblica Socialista Sovietica Kirghisa, nella famiglia di Isaac Otunbayev, un membro della Corte Suprema della RSS kirghisa. Si è laureata alla facoltà di Filosofia dell'Università statale di Mosca nel 1972 ed in seguito è stata professoressa ordinaria e capo del dipartimento di Filosofia all'Università nazionale kirghisa per sei anni.
Nel 1975 è diventata Candidata delle Scienze (Candidate of Sciences), con una tesi intitolata Critica della falsificazione della dialettica marxista-leninista secondo i filosofi della scuola di Francoforte. La Otunbaeva, che è sposata ed ha due figli, oltre al kirghiso parla correntemente l'inglese e il russo.